# Festspielhaus Baden-Baden

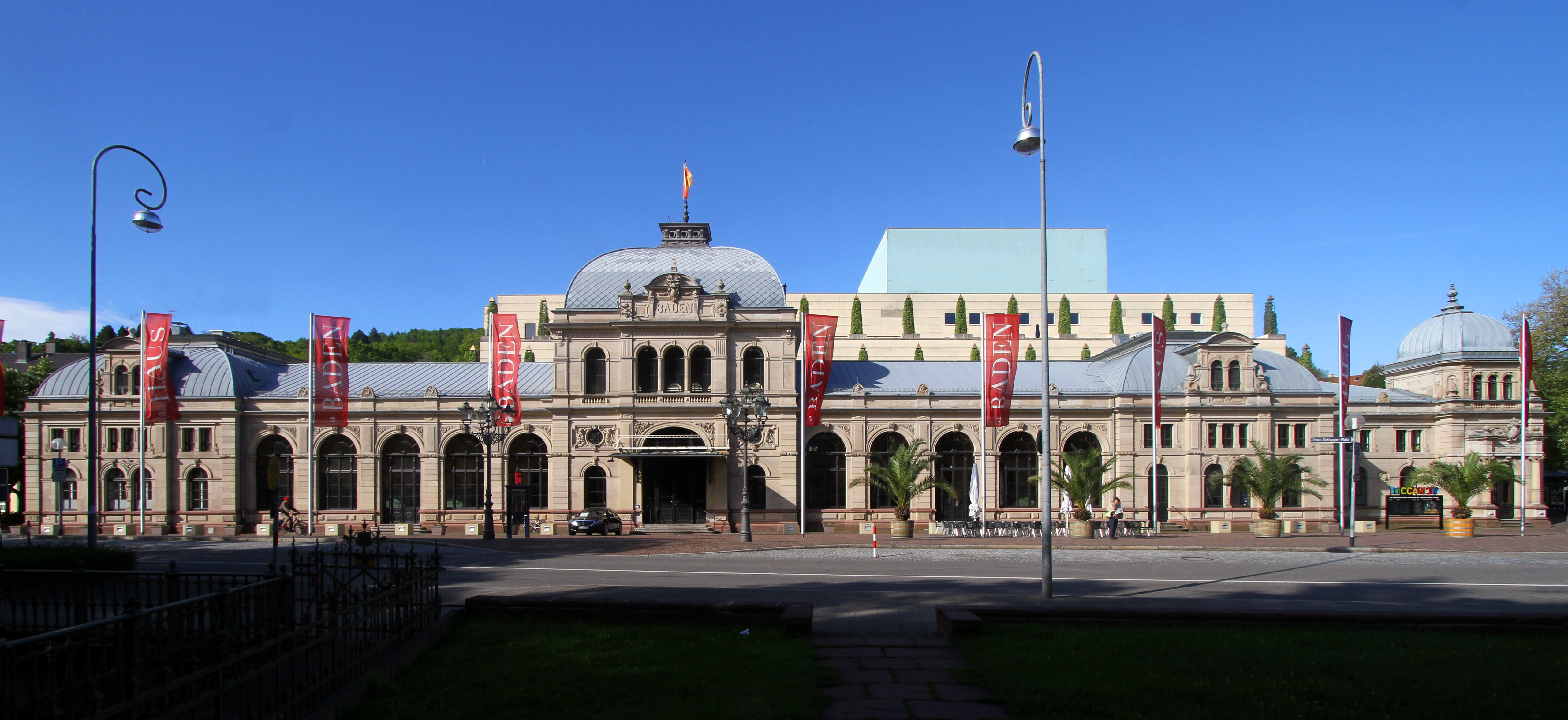
Haupteingang des Festspielhauses im alten Stadtbahnhof

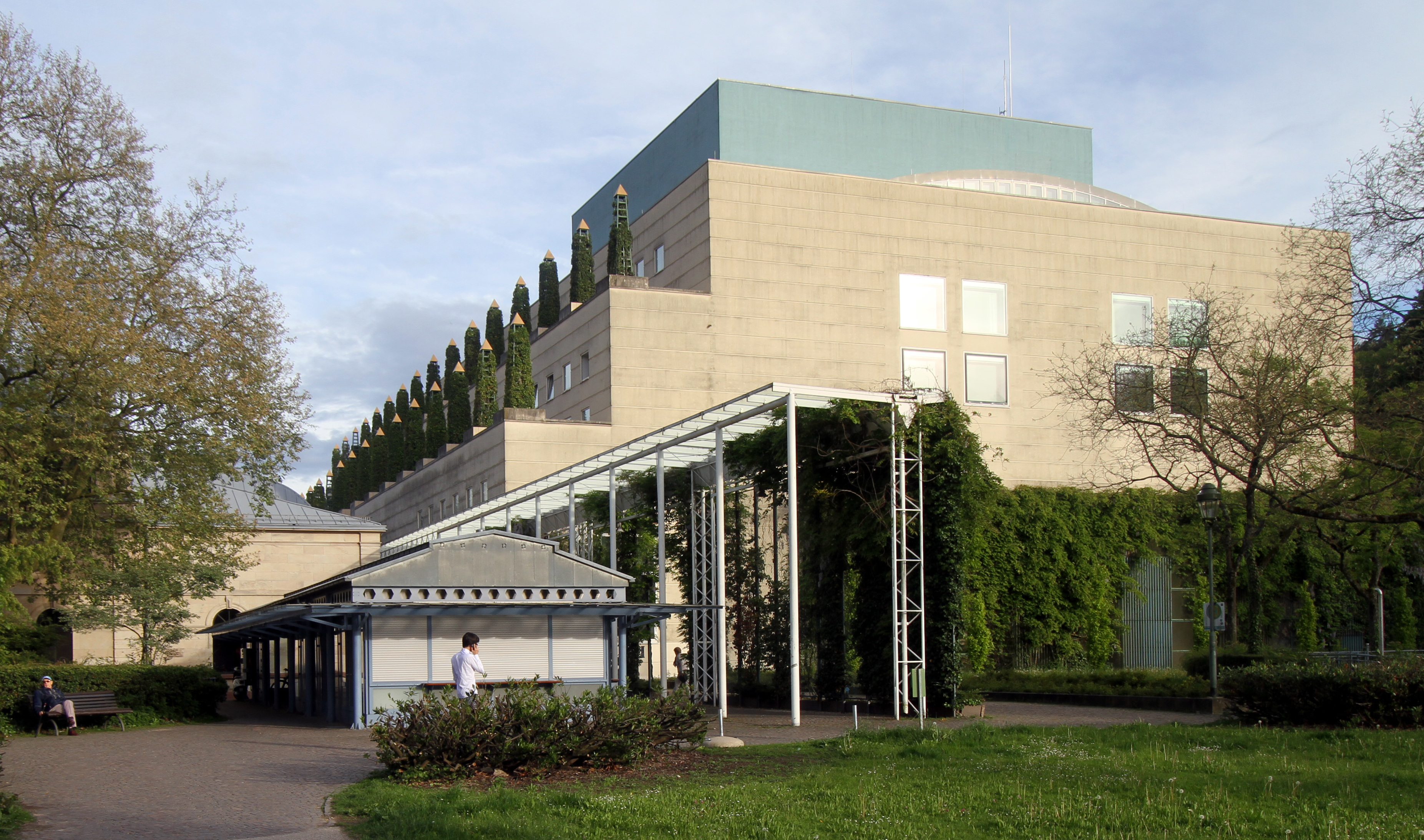
Nordwestansicht

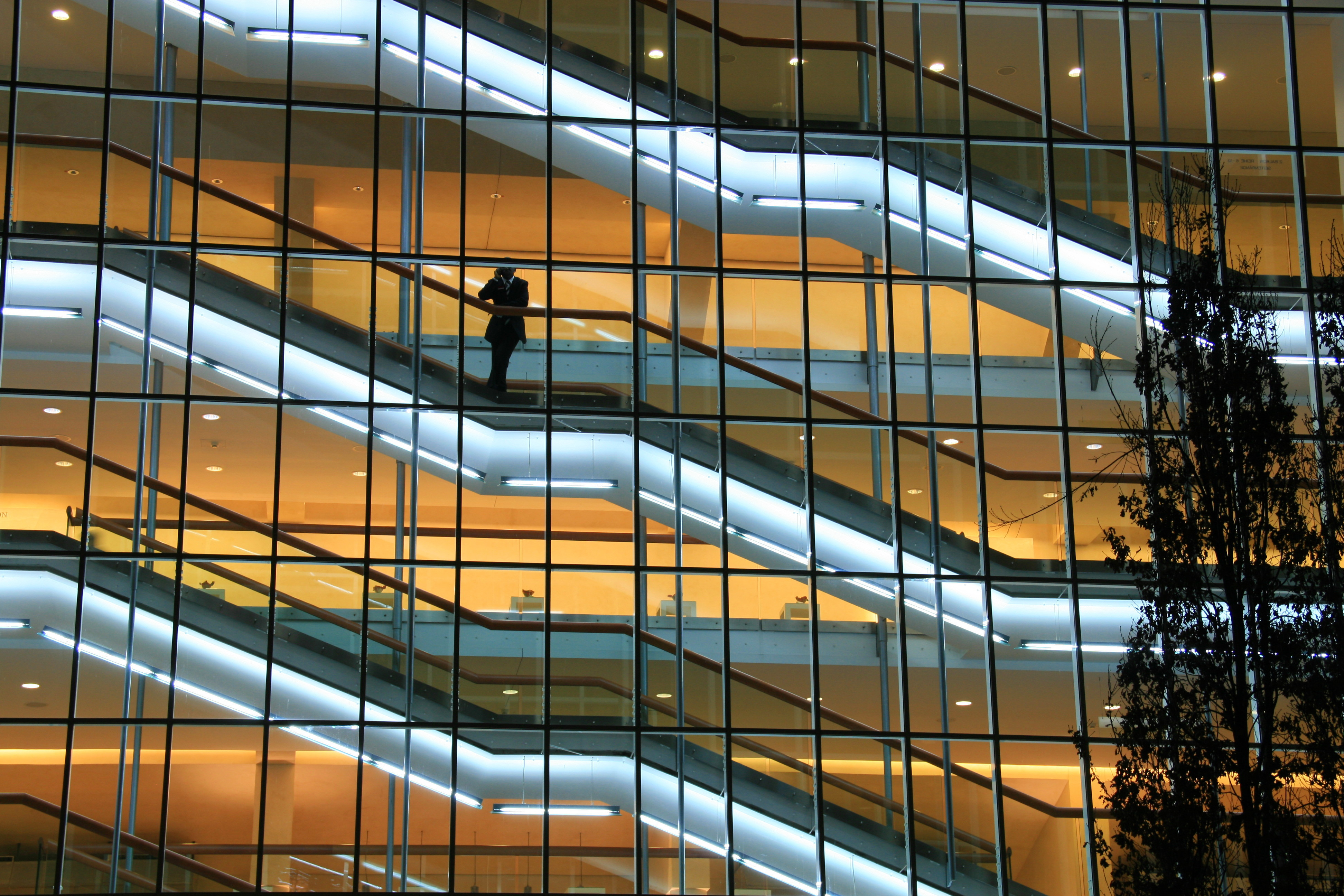
Treppenhaus des Foyers

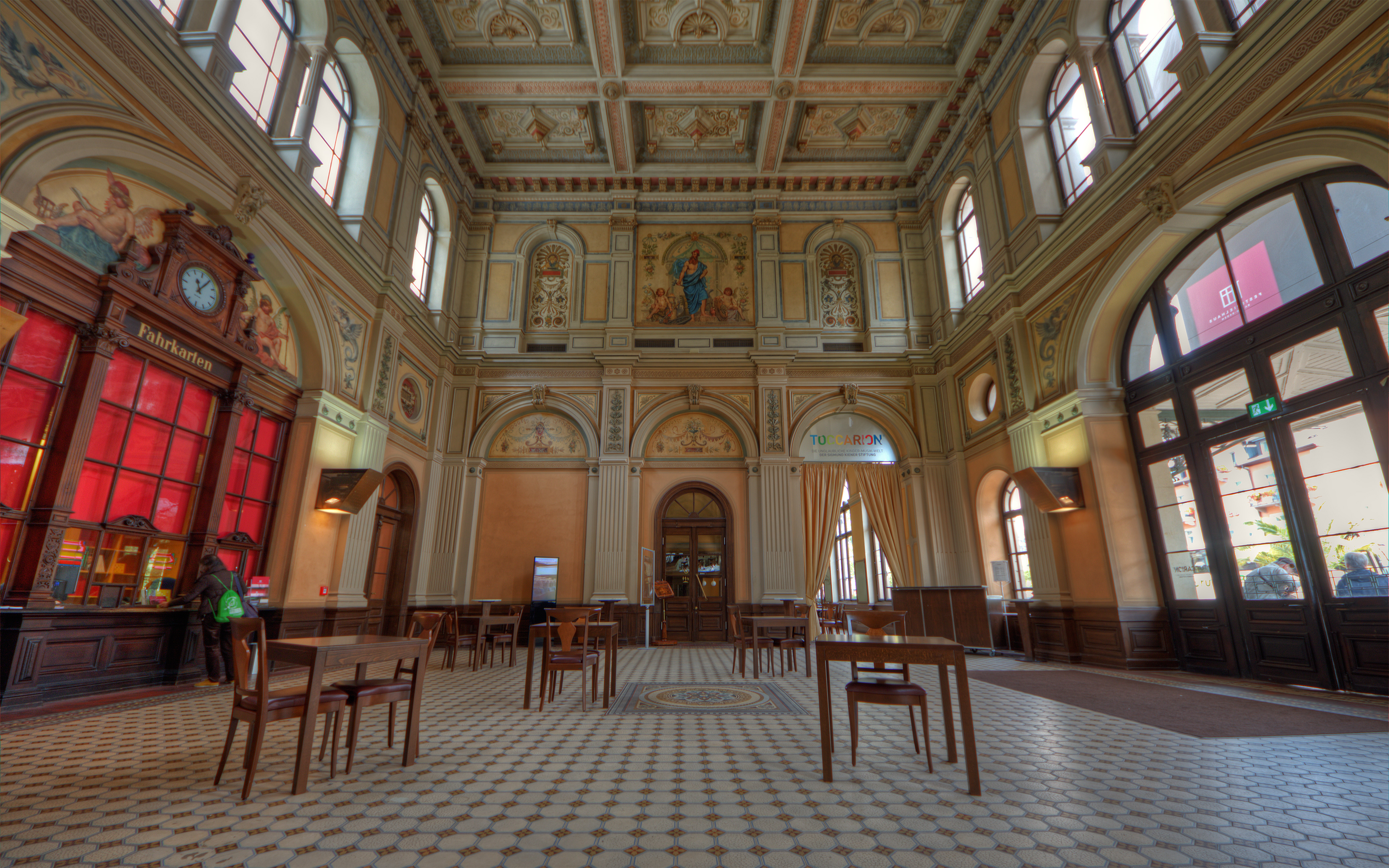
Kassenschalter im ehemaligen Bahnhofsgebäude

Das Festspielhaus Baden-Baden ist ein Opern- und Konzerthaus in der baden-württembergischen Stadt Baden-Baden. Mit 2500 Zuschauerplätzen gilt es als Deutschlands größtes derartiges Haus. Das 1998 eröffnete Festspielhaus verfügt über kein eigenes Ensemble. Der Spielbetrieb mit Opern-, Konzert- und Ballettaufführungen international renommierter Künstler und Ensembles wird durch eine private Stiftung finanziert. Neben jährlich vier Festspielphasen und zusätzlichen Einzelveranstaltungen aus Klassik, gehobenem Entertainment und Jazz finden hier auch Konzerte des New Pop Festivals statt. Die Immobilie gehört der Stadt Baden-Baden, die sie 2021 wie schon zur Eröffnung geplant, für 18,4 Millionen Euro erwarb und der Festspielhaus gGmbH spielfertig zur Verfügung stellt.

## Allgemeines
Der Neubau wurde unter architektonischer Integration des ehemaligen Baden-Badener Stadtbahnhofes (heute: Kassenhalle, Festspielhaus-Restaurant Aida, Kinder-Musik-Welt „Toccarion“ der Sigmund Kiener Stiftung) am 18. April 1998 eröffnet. Architekt des Neubaus war der Wiener Wilhelm Holzbauer. Von Anfang an als privat finanzierter Kulturbetrieb geplant, gelang nach einer öffentlichen Anschubfinanzierung die Umstellung zum ersten privat finanzierten europäischen Opern- und Konzertbetrieb. Die private Kulturstiftung Festspielhaus Baden-Baden ist seit März 2000 Trägerin der Betreiber-GmbH. Von Juli 1998 bis 2019 leitete Andreas Mölich-Zebhauser als Intendant das Haus. Seit der Saison 2019/20 ist Benedikt Stampa Intendant des Festspielhauses Baden-Baden.
Es wird seit 2000 als das einzige deutsche Opernhaus bezeichnet, das im Betrieb ohne Subventionen auskommt. Miete und Instandhaltung des Hauses werden jedoch je zur Hälfte von Stadt und Land getragen. Rund 3,5 Millionen Euro jährlich fließen an einen Immobilienfonds, über den der Bau des Hauses seinerzeit finanziert wurde. Eine weitere halbe Million Euro öffentlicher Mittel fällt jährlich für Instandhaltung, Steuern und Versicherung an. Bis zum Ende der Fondslaufzeit im Jahr 2020 rechnen Kritiker mit Subventionen in Höhe von 200 Millionen Euro.
Eine Gemeinschaft von rund 2000 Privatförderern, darunter ein 1600 Mitglieder zählender Freundeskreis e. V., unterstützt das Programm des Festspielhauses jährlich mit rund acht Millionen Euro.
Das Budget von 20 Millionen Euro wird zu ca. zwei Dritteln aus dem Kartenverkauf, gastronomischen Erlösen und Rechteeinnahmen sowie zu rund einem Drittel aus privater Förderung und Sponsoring finanziert. Das Festspielhaus Baden-Baden betreibt zudem ein eigenes Reisebüro und organisiert Kulturreisen nach Baden-Baden.
Die durchschnittliche Auslastung der Vorstellungen wurde 2012 mit 85 Prozent angegeben.
Studien der Universität St. Gallen ermittelten einen Kaufkraftzufluss durch das Festspielhaus für Stadt und Region Baden-Baden von rund 46 Millionen Euro für 2008 und 52 Millionen Euro für 2013.
Medienpartner des Festspielhauses Baden-Baden sind der Südwestrundfunk (SWR) sowie der Fernsehsender Arte. Die Kulturstiftung Festspielhaus Baden-Baden verlieh von 2003 bis 2016 jährlich den Herbert-von-Karajan-Musikpreis in Baden-Baden.
Am 21. November 2019 fand im Festspielhaus die Verleihung des Medienpreises Bambi statt.

## Programm
Die Saison gleicht seit 2022 dem Kalenderjahr. Sieben Festivals strukturieren das Programmjahr: Takeover – das junge Festival (Februar), Osterfestspiele Berliner Philharmoniker (Ostern), Presence – SWR Symphonieorchester (Pfingsten), La Capitale d'Été – Sommerfestspiele (Juli), The World of John Neumeier (Tanzfestival/Oktober), La Grande Gare – Deutsch-Französisches Festival (November), Winterfestspiele Baden-Baden (Weihnachten). Dazwischen finden zusätzliche Einzelveranstaltungen und Themen-Wochenenden statt. Außerdem finden hier Konzerte des SWR3-New Pop Festivals statt. Zudem vermietet das Festspielhaus Baden-Baden seine Räume für Kongresse und private Feste.
Seit 2008 betreibt das Festspielhaus ein privat gefördertes Kinder- und Jugendprogramm mit interaktiven Kinder-Musik-Festen, Kinderopern, Künstlertreffen (Meisterklassenzimmer) und Workshops. Das digitale Musiktheaterprojekt "Diggin' Opera" wurde mit einem "Junge-Ohren-Preis" ausgezeichnet. In seinem Bildungsprogramm für Erwachsene arbeitet das Festspielhaus Baden-Baden mit Firmen im Bereich Personalwesen und Führungs-Nachwuchs zusammen. Die Kinder-Musik-Welt Toccarion der Sigmund Kiener Stiftung (seit 2013) ist ebenfalls im Festspielhaus Baden-Baden beheimatet und ganzjährig geöffnet. Jährlich wir der „Tag des Musikunterrichts“ gemeinsam mit dem Regierungspräsidium Karlsruhe veranstaltet.
Große Opernproduktionen im Festspielhaus Baden-Baden waren bislang unter anderem:
- La traviata (Valery Gergiev, Dirigent / Philippe Arlaud, Regie, 2001),
- Die Entführung aus dem Serail (Marc Minkowski, Dirigent / Macha Makaieff und Jérôme Deschamps, Regie, 2003),
- Der Ring des Nibelungen (Valery Gergiev, Dirigent und Konzept / George Tsypin, Bühnenbild, 2003/2004),
- Rigoletto (Thomas Hengelbrock, Dirigent / Philippe Arlaud, Regie, 2004)
- Parsifal (Kent Nagano, Dirigent / Nikolaus Lehnhoff, Regie, 2004)
- Die Zauberflöte (Claudio Abbado, Dirigent / Daniele Abbado, Regie, 2005)
- Lohengrin (Kent Nagano, Dirigent / Nikolaus Lehnhoff, Regie, 2006)
- Falstaff (Thomas Hengelbrock, Dirigent / Philippe Arlaud, Regie, 2007)
- Tosca (Eivind Gullberg Jensen, Dirigent / Nikolaus Lehnhoff, Regie, 2007)
- Fidelio (Claudio Abbado, Dirigent / Chris Kraus, Regie, 2008)
- Tannhäuser (Philippe Jordan, Dirigent / Nikolaus Lehnhoff, Regie, 2008)
- Der Rosenkavalier (Christian Thielemann, Dirigent / Herbert Wernicke, Regie, 2009)
- Der Freischütz (Thomas Hengelbrock, Dirigent / Robert Wilson, Regie, 2009)
- Elektra (Christian Thielemann, Dirigent / Herbert Wernicke, Regie, 2010)
- Ariadne auf Naxos (Christian Thielemann, Dirigent / Philipp Arlaud, Regie, 2012)
- Der Liebestrank (Pablo Heras-Casado, Dirigent / Rolando Villazón, Regie, 2012)
- Die Zauberflöte (Sir Simon Rattle, Dirigent / Robert Carsen, 2013)
- Don Giovanni (Thomas Hengelbrock, Dirigent / Philipp Himmelmann, Regie, 2013)
- Manon Lescaut (Sir Simon Rattle, Dirigent / Sir Richard Eyre, Regie, 2014)
- Der Rosenkavalier (Sir Simon Rattle, Dirigent / Brigitte Fassbaender, Regie, 2015)
- Tristan und Isolde (Sir Simon Rattle, Dirigent / Mariusz Trelinski, Regie 2016)
- Tosca (Sir Simon Rattle, Dirigent / Philipp Himmelmann, Regie 2017)
- Parsifal (Sir Simon Rattle, Dirigent / Dieter Dorn, Regie 2018)
- Otello (Zubin Mehta, Dirigent / Robert Wilson, Regie 2019)
- Pique Dame (Kirill Petrenko, Dirigent / Moshe Leiser, Patrice Caurier, Regie 2022)
- Die Frau ohne Schatten (Kirill Petrenko, Dirigent / Lydia Steier, Regie 2023)
- Elektra (Kirill Petrenko, Dirigent / Philipp Stölzl, Philipp M. Krenn, Regie 2024)
- Madama Butterfly (Kirill Petrenko, Dirigent / Davide Livermore, Regie 2025)

Die Berliner Philharmoniker, die Wiener Philharmoniker, das Chamber Orchestra of Europe, das SWR Symphonieorchester, das Concertgebouw Orkest Amsterdam, das Balthasar-Neumann-Ensemble sowie die führenden Orchester aus den USA, Großbritannien oder Italien sind im Festspielhaus regelmäßig zu erleben.
Der amerikanische Choreograph und Ballett-Intendant John Neumeier kuratiert im September/Oktober jährlich das Tanzfestival THE WORLD OF JOHN NEUMEIER.
Baden-Badener Opern-Produktionen entstehen teilweise als Koproduktionen u. a. mit Bühnen wie der Metropolitan Opera New York, (Jolanthe (2015), Manon Lescaut (2016), Tristan und Isolde (ca. 2017)) oder der Opéra Bastille (Paris / Die Zauberflöte 2014/2015).
Zahlreiche Produktionen des Festspielhauses Baden-Baden sind auf DVD und BluRay erschienen. Darunter befinden sich die Opern Lohengrin, Tannhäuser, Parsifal, Der Rosenkavalier, Ariadne auf Naxos, Der Liebestrank sowie Ballette wie Tod in Venedig (John Neumeier), Matthäuspassion (John Neumeier) oder Sacre (Aterballetto).
Auf CD sind unter anderem Aufnahmen mit Edita Gruberova, (Norma) und Rolando Villazón (Mozart-Opernzyklus bei DG) erschienen.

## Baugeschichte
Bereits in den 1990er-Jahren begannen die Vorbereitungen für den Bau des Festspielhauses: Im Jahr 1995 sicherten sich 2700 Interessenten aus der Region ein Anrecht auf Eintrittskarten des zukünftigen Festspielhauses und zahlten dafür rund 700.000 D-Mark in eine Stiftung ein. Kurz darauf bewilligte das Land Baden-Württemberg nach längeren politischen Auseinandersetzungen einen jährlichen Landeszuschuss in Höhe von fünf Millionen D-Mark. Damals waren Baukosten von 125 Millionen D-Mark und eine Fertigstellung für 1998 erwartet worden. Im gleichen Jahr formierte sich ein Freundeskreis zur Unterstützung des Baus, dessen Vorsitz der ehemalige Ministerpräsident Lothar Späth übernahm. Ein Fonds der Südwestdeutschen Landesbank sollte die Finanzierung und ein Betreibervertrag mit der Veranstaltungstochter der Dekra den dauerhaften Betrieb sichern.